# 2002年热带风暴克里斯托瓦尔
热带风暴克里斯托瓦尔（英語：Tropical Storm Cristobal）是2002年大西洋飓风季形成的第3个热带低气压，也是第3场热带风暴，其强度相对较弱，在西大西洋蜿蜒行进数天后就被锋区天气系统吸收。系统源于之前催生出热带风暴伯莎的同一条低压槽，于8月5日在南卡罗莱纳州近海形成。气旋起初缓慢向东南方向移动，组织结构较为混乱。8月7日，克里斯托瓦尔达到持续风速每小时85公里的最高强度，但次日就失去热带天气系统特征。风暴残留给百慕大带去中等程度降水，并与高气压系统共同影响，导致纽约州长岛有3人因遭遇离岸流遇难。

## 气象历史
2002年8月上旬，墨西哥湾北部到大西洋西部的广阔海域有低压槽存在。低压槽几乎没有移动，在墨西哥湾内催生出热带风暴伯莎，还在南卡罗莱纳州近海造成热带扰动。南卡罗莱纳州近海的弱低气压区向南飘移，其关联深层对流的组织结构于8月4日得到改善。协调世界时8月5日下午18点，该天气系统的结构已足够完善，美国国家飓风中心将位于南卡罗莱纳州查尔斯顿东南偏东方向约280公里洋面的天气系统归类为第三号热带低气压。
成为热带气旋后，系统外围保持有雨带和相对均衡的外流，并沿佛罗里达州上空反气旋的东北边缘向东南方向移动。但由于受到东北向风切变的不利影响，到8月6日时，气旋的外流受到限制，对流也相应大幅减弱，再加上外界环境相对干燥，大部分对流都局限在低气压的南部半圆内。位于向南移动冷锋的西南向气流内的环流逐渐拉长，但飓风猎人侦察机还是在8月6日晚报告，指出佛州杰克逊维尔以东约505公里海域的低气压已强化成热带风暴。
热带风暴克里斯托瓦尔起初继续向东南方向移动，对流每次增长之时，环流也围绕雷暴活动结合得更加紧密。8月7日，受大规模中到上层锋区逼近的影响，气旋转向东进。随着对流进一步组织，风暴出现一定程度增强，并达到风力时速85公里的最高强度。8月8日，由于干燥空气越来越多，对流因此减弱，气旋加速向东北偏东方向前进。下层环流与逐渐逼近的锋区相互影响，到8月9日凌晨0点，热带风暴克里斯托瓦尔已在北卡罗莱纳州哈特拉斯角（Cape Hatteras）东南方向约560公里洋面被冷锋吸收。系统残留继续向东北方向移动，于8月10日从纽芬兰岛附近经过，最终于8月14日在格陵兰附近减弱。

## 影响
克里斯托瓦尔在热带气旋阶段基本没有对任何陆地产生影响，但其残留令百慕大的天气情况变得很不稳定，百慕大国际机场测得时速72公里的阵风，克里斯托瓦尔的湿气和冷锋结合，在24小时内给该岛带去71毫米雨量。风暴残留和中大西洋地区上空的高气压系统共同影响，在纽约州长岛南部沿海产生离岸流和1.2米高的中浪，有3人因遭遇离岸流丧生。有两艘船测得热带风暴克里斯托瓦尔产生的热带风暴强度风力，其中呼号为的一艘于8月7日测得时速76公里的西南偏西向风力。